# Tom Shaw (homme politique)
Thomas Shaw (9 avril 1872 - 26 septembre 1938), connu sous le nom de Tom Shaw, est un syndicaliste britannique et un homme politique du parti travailliste .

## Biographie
Shaw est né à Waterside, Colne, Lancashire. Il est le fils aîné d'un mineur, Ellis Shaw, et de sa femme, Sarah Ann Wilkinson. À 10 ans, Shaw commence à travailler à temps partiel dans une usine de textile et, deux ans plus tard, quitte l'école pour travailler à plein temps. Plus tard, il suit des cours du soir pour rattraper son retard et est particulièrement doué en langues. Sa connaissance de l'allemand et du français lui sera utile plus tard dans sa carrière .
Shaw est un fervent soutien des syndicats. Il rejoint la Colne Weavers 'Association et en devient le secrétaire, et est membre fondateur de la Northern Counties Textile Trades Federation. Il est secrétaire adjoint de l'Internationale ouvrière socialiste de 1923 à 1925. Il est secrétaire de la Fédération internationale des associations de travailleurs du textile à temps partiel de 1911 à 1924, puis à temps plein de 1925 à 1929, à temps partiel à nouveau jusqu'en 1931, puis de nouveau à temps plein, un travail qui l'amène dans presque tous les pays d'Europe ,.
Il est député de Preston de décembre 1918 jusqu'à ce qu'il perde son siège aux élections générales de 1931. Il sert comme Junior Whip, 1919; comme ministre du Travail dans le gouvernement travailliste en 1924 et comme secrétaire d'État à la guerre de 1929 à 1931.
Pendant la Première Guerre mondiale, Shaw est directeur du service national pour la région du West Midland. Il est nommé Commandeur de l'Ordre de l'Empire britannique dans les honneurs du Nouvel An 1919 et conseiller privé en 1924.
Shaw fait partie de plusieurs commissions nationales. En 1926, il dirige une délégation en Inde pour enquêter sur les conditions de l'industrie textile là-bas. De 1917 à 1920, il est membre de la commission Holman Gregory sur les accidents du travail. Il pousse à l'adoption d'un projet de loi limitant la semaine de travail de 48 heures en 1919 et à nouveau en 1924 .
Shaw n'a pas soutenu l'idéologie communiste, mais favorise des relations politiques et commerciales amicales avec la Russie .
En 1893, Shaw épouse Susannah Whitaker Sterne Ryan Woodhead. Ils ont quatre filles .
Shaw meurt en septembre 1938 dans le Middlesex, âgé de 66 ans .